# Bornheim (Nadrenia Północna-Westfalia)
Bornheim – miasto w zachodnich Niemczech, w kraju związkowym Nadrenia Północna-Westfalia, w rejencji Kolonia, w powiecie Rhein-Sieg.

## Geografia
Miasto położone jest nad Renem, w regionie Zatoka kolońska (niem. Kölner Bucht), w obszarze metropolitarnym Ren-Ruhra, ok. 20 km na południe od Kolonii i ok. 10 km na północny zachód od Bonn.
Bornheim ma 82,70 km² powierzchni i zamieszkuje je 48 531 mieszkańców (2010), co wiąże się z faktem, iż, ma status średniego miasta należącego do powiatu (niem. mittlere kreisangehörige Stadt), co daje drugi rezultat w powiecie.
Miasto otaczają wyżyny Vorgebirge, na wschodzie oraz Ville na zachodzie. Najwyższym punktem jest Hennesenberg w dzielnicy Brenig o wysokości 164,8 m n.p.m., najniższym zaś Ren w Widdig (46,6 m n.p.m.).

## Dzielnice
W skład gminy wchodzi 14 dzielnic:
| Dzielnica  | Ludność |
| ---------- | ------- |
| Bornheim   | 7870    |
| Brenig     | 2328    |
| Dersdorf   | 1212    |
| Hemmerich  | 1498    |
| Hersel     | 4527    |
| Kardorf    | 1803    |
| Merten     | 5565    |
| Roisdorf   | 5996    |
| Rösberg    | 1444    |
| Sechtem    | 5243    |
| Uedorf     | 951     |
| Walberberg | 4761    |
| Waldorf    | 3368    |
| Widdig     | 1920    |

## Demografia
| Data                                            | Liczba ludności |
| ----------------------------------------------- | --------------- |
| 17 maja 1939                                    | 39 348          |
| 29 października 1946                            | 37 250          |
| 31 grudnia 1973 (przed reformą administracyjną) | 41 961          |
| 1 stycznia 1974 (po reformie administracyjnej)  | 56 818          |
| 31 grudnia 2007                                 | 48 530          |

### Struktura wiekowa
| Przedział wiekowy | Liczba osób | Udział w % |
| ----------------- | ----------- | ---------- |
| poniżej 5 lat     | 2771        | 5,55       |
| od 6 do 16        | 6176        | 12,50      |
| od 17 do 62       | 30 590      | 63,29      |
| powyżej 63 lat    | 8914        | 18,66      |

## Historia
Dzisiejsze tereny miasta zostały zasiedlone już w czasach prehistorycznych. Na terenach między dzisiejszymi Bornheim i dzielnicą Sechtem odkryto duże pokłady lessu. Zostały tutaj odnalezione kurhany z kamiennymi narzędziami, które udowadniają zasiedlenie tych terenów w przeszłości. W dzielnicy Hersel została zlokalizowana zagroda z czasów epoki żelaza.
Później w pobliżu odkryto dwa grody. Były one właściwie tylko ogrodzeniami wzniesionymi przez Germanów lub Celtów by chronić mieszkańców siedliska.
Także obecność Rzymian w okresie od 50 p.n.e. do 450 n.e. poparta jest budynkami. W Bornheim znajdują się pozostałości po akwedukcie Eifel biegnącego od Eifel do Kolonii. W czasach rzymskich na okolicznych terenach znajdowały się sady dla miast Bonna (Bonn) i Colonia Claudia Ara Agrippinensium (Kolonia).
Wiele nazw miejscowości wywodzi się od Franków. Merowingowie często do nazw dołączali przyrostek Heim (pol. dom). Np. Bornheim, Mehlheim, Mülheim (Bonn), Schweinheim, Stockheim, Holzem, Nieder-/Oberbachem, Ließem, Hochheim, Stockem.
Udokumentowane jest, że Bornheim jako Brunheim w Bonngau zostało pierwszy raz nazwane w 2 sierpnia 945. Wówczas miejscowość należała do hrabstwa Ehrenfried. Dzisiejsza ulica Königstraße była już we wczesnym średniowieczu ważnym szlakiem transportowym między Bonn a Akwizgranem. Została ona po raz pierwszy wspomniana w 1272 jako  Connixstroß. Najstarsze wzmianki o jakiejkolwiek dzielnicy pochodzą z 804, jest to Wittheich (obecnie Widdig).
Prawie wszystkie wsie w X i XI wieku zostały włączone jako posiadłości do kapituł w Bonn i Kolonii.
Pod lennem arcybiskupstwa Kolonii na okolicznych terenach powstało wiele zamków i dworków z parkami. Do dzisiaj istnieje zamek Bornheim.

### Zmiany administracyjne
Do czasów elektorskich utworzono pierwsze granice miasta, dzisiejsze tereny były podzielone na osiem części.
Z wkroczeniem do miasta francuskiej armii rewolucyjnej jego podział został zniesiony. Francuzi obiecywali dzięki temu zyski militarne i gospodarcze. Cała władza leżała po stronie obcokrajowców. W 1798 nadszedł czas podziału administracyjnego zajętych terenów, rokowano nadzieje na sprawniejsze działanie przyłączonej Nadrenii. Nowa granica między departamentem Ren-Mozela a departamentem Roer biegła na lewym brzegu Renu między Hersel a Bonnem i stamtąd w kierunku zachodnim do granicy Alfter i Rosidorf. Miejscowość Roisdorf została oddzielona od Alfter i tak Roisdorf stało się samodzielną gminą. Również Dingstuhl Waldorf zostało rozdzielne między gminy Waldorf i Kardorf Hemmerich.
Terytorium Bornheim pozostało niezmienione a później z niego i trzech innych gmin utworzono gminę Bornheim. Jej siedziba znajdowała się w Bornheim przy ulicy Burgstraße, w 1740 gmina miała 3633 mieszkańców.
Merten, Rösberg, Sechtem i Walberberg zostały połączone w gminę Sechtem z 2880 mieszkańcami. Z Hersel, Uedorf, Widdig, Urfeld, Keldenich i Wesseling stworzono gminę Hersel z 2328 mieszkańcami. Te trzy gminy z łączną ilością 8841 mieszkańców należały do kantonu Brühl, w okręgu Kolonia, w departamencie Roer z prefekturą w Akwizgranie. Gminy Hersel, Sechtem i Bornheim w krótkim czasie zostały przemianowane na odpowiednio mairie: Hersel, Sechtem i Waldorf.
Podczas XIX wieku wielokrotnie przenoszono kancelarię wójta Waldorf ponieważ każdy nowy chciał mieć ją w swojej okolicy. Wszystkich jedenastu wójtów miało za urząd gminy inne miejsce, w burzliwej dyskusji większość przychylna była propozycji stałego urzędu w Bornheim, miejscowość ta była już wówczas największa i leżała w centrum gminy. Ostatecznie w 1883 wybudowano ratusz w Bornheim.
Podczas światowego kryzysu gospodarczego w 1929 większość miast i gmin zadłużyło się (np. Bonn, Hersel i Sechtem) ponieważ upadający przemysł generował bezrobotnych. Wyjątek stanowiło Bornheim (gmina Waldorf), gmina miała solidną politykę finansową, panowało względnie niskie bezrobocie a gmina miała duże oszczędności.
W gminie Sechtem panowała trudna sytuacja gospodarcza, spowodowane było to przez niedawne wybudowanie ratusza w Merten (1927), kryzysy w większości fabryk, zamykanie kopalń i problemy firmy Berggeist AG. W sytuacji naglących oszczędności gmina Sechtem 16 maja 1931 zniosła unię personalną z urzędem w Waldorf. 20 czerwca 1931 interesy urzędu Sechtem przejął ówczesny burmistrz Bornheim, Ditz. W wyniku braku miejsca zakupiono willę obok ratusza i przebudowano ją do celów biurowych.
W ostatniej, trzeciej gminie również postanowiono, że wybuduje się urząd gminy. Pytaniem pozostało czy urząd powinien być zlokalizowany w Hersel czy w gminie Wesseling, z którą Hesrel od kilku lat była w urzędzie (niem. Amt). Wesseling złożyło propozycję ponieważ wybudowano tam port rzeczny na Renie i miejscowość osiągnęła duże znaczenie przez rozwijający się przemysł.
Latem 1932 rozeszła się plotka, że gminy Wesseling i Keldenich powinny zostać oddzielone od wspólnoty Hersel w powiecie Bonn i zostać przyłączone do powiatu Kolonia. Informacja ta potwierdziła się i 1 października 1932 gminy Keldenich i Wesseling połączyły się z gminą Berzdorf z urzędem Brühl. W wyniku tych zmian powstał urząd Wesseling. Urząd Hersel pozostał w tej sytuacji bez budynku urzędu, burmistrza i personelu. Gminy Hersel, Uedorf, Widdig i Urfeld przeszły więc do urzędu Waldorf i były zarządzane przez Bornheim.
Dodatkowo rozwiązano urzędy stanu cywilnego w Sechtem, Waldorf i Hersel, w zamian powołano nowy w Bornheim. Czas ten można przyjmować za początkowe fazy formowania się dzisiejszego miasta.
Na wniosek członków pruskiego rządu 7 maja 1934 nazwa urzędu Waldorf została zmieniona na urząd Bornheim. Połączenie urzędów Bornheim i Sechtem zostało przyjęte przez władze z Kolonii 1 kwietnia 1935. Wszystkie te zabiegi przyczyniały się do zaoszczędzenia pieniędzy, a zarazem wzmocnienia pozycji Bornheim. Urząd Hersel został przyłączony do Bornheim 1 lipca, z dniem tym miejsce gmin Bornheim-Brenig, Kardorf-Hemmerich, Roisdorf, Dersdorf i Waldorf zajęła jedna Bornheim, z gmin Hersel, Uedorf, Widdig i Urfeld uformowano gminę Hersel, a z Merten, Rösberg, Sechtem i Walberberg gminę Sechtem.
Z trzech nowych gmin Bornheim, Sechtem i Hersel utworzono urząd Bornheim.
1 sierpnia 1969 nastąpiła reforma administracyjna w regionie Bonn (tzw. Bonn-Gesetz), w wyniku której gminy Bornheim, Hersel (bez dzielnicy Urfeld) i Sechtem zostały połączone pod nazwą tej pierwszej.
Prawa miejskie gminie Bornheim zostały nadane 1 stycznia 1981.

## Herb
Na złotym tle czerwony pas w srebrną kratę, który przykrywa ognisty miecz.
Istnienie rodu Bornheim zostało po raz pierwszy udokumentowane w 1107. W roku 1147 wspomina się, że zamek Bornheim jest ich pierwszą siedzibą. Kraciasta belka jest herbem rodziny i od 1319 znajduje się w pieczęci ławnika Breniger.
Ognisty miecz z dzisiejszego herbu miasta był używany jako znak ławnika z Waldorf od 1380. Miecz jest symbolem patrona kościoła w Waldorf, Michała Archanioła.

## Zabytki

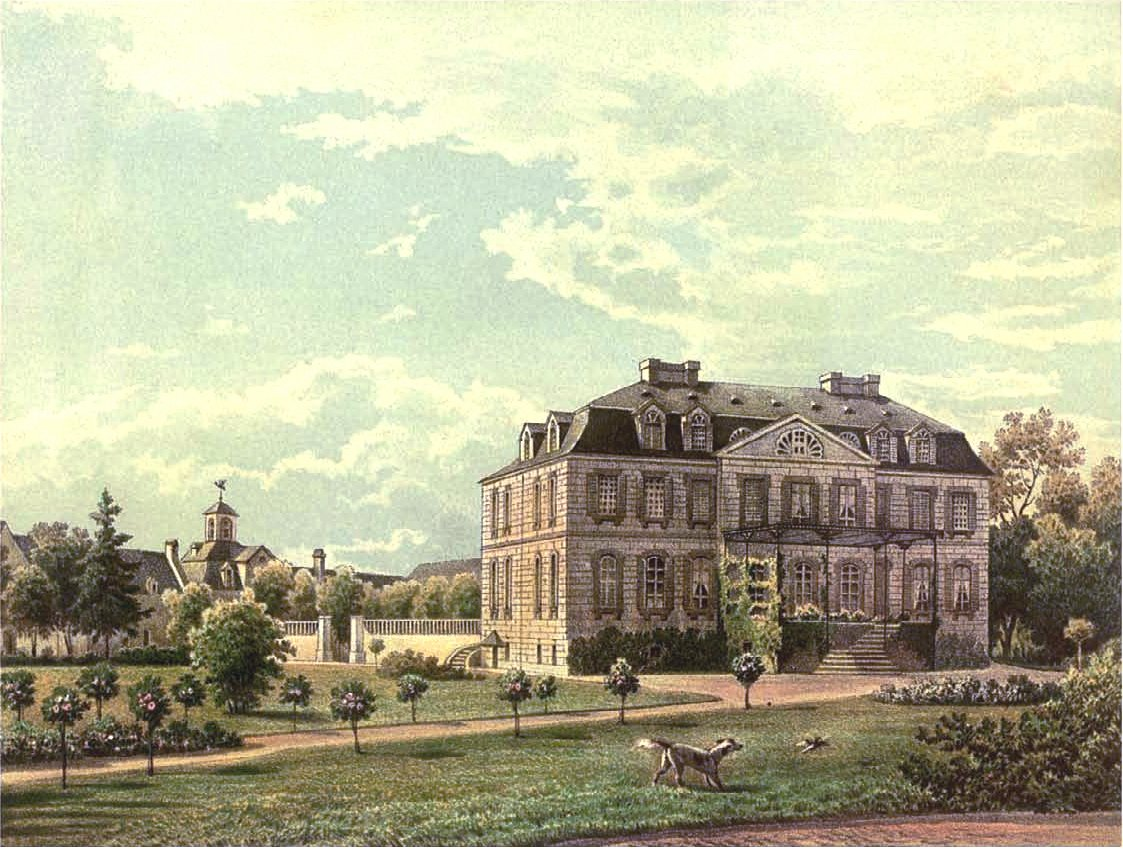
Zamek Bornheim

- zamek Bornheim – prawdopodobnie powstał w latach 1728–1732, został wybudowany w stylu barokowym, zbliżonym do maison de plaisance według projektów Johanna Conrada Schlauna. Z pozostałych budów pozostało jedynie przedzamcze, na którym nie zachowała się jednak brama wjazdowa i most zwodzony. W zamian została wybudowana nowa brama wjazdowa, kamienny most i dzwonnica. Reszta przedzamcza koło dzwonnicy spłonęła w pożarze 4 lutego 1972. Właściciele zamku w XIX wieku zmieniali się kilkukrotnie. Nabywcami byli: w 1826 Gerhard von Carnap, w 1859 Wenzel Graf von Boos-Waldeck i w 1872 Heinrich von Diergardt. Obecnie zamek Bornheim znajduje się w posiadaniu barona Diergardta.

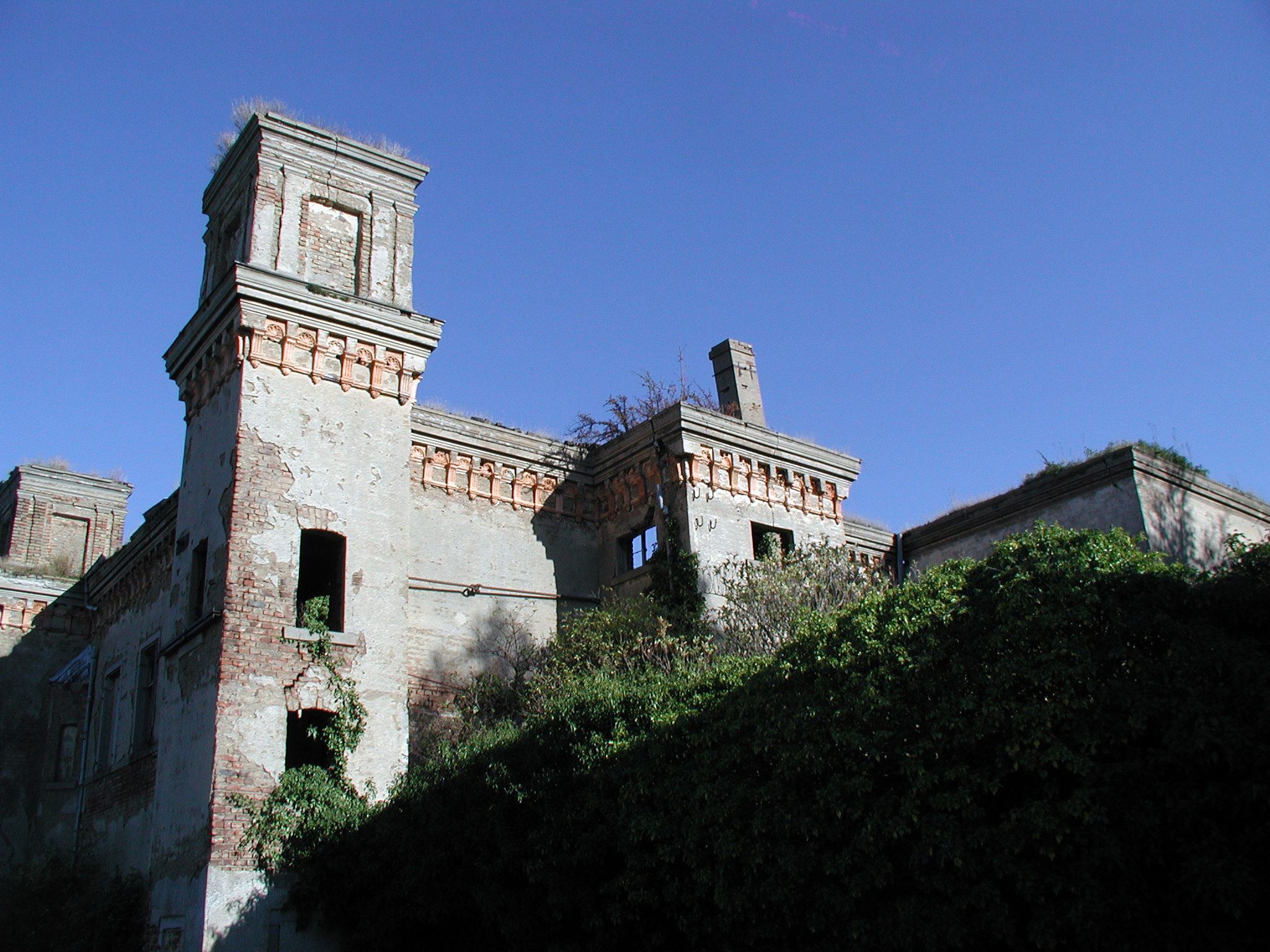
Zamek Hemmerich

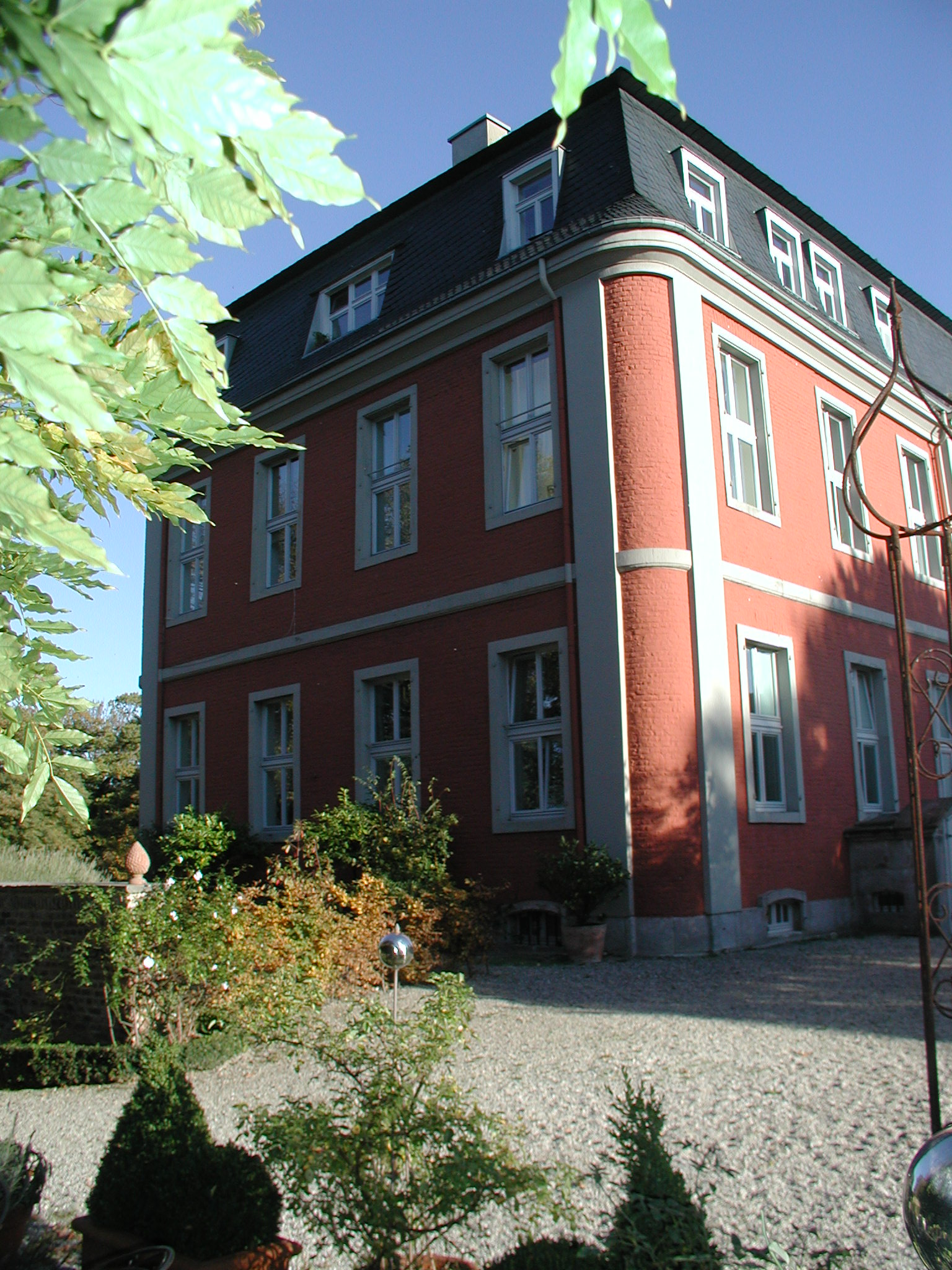
Zamek Roesberg

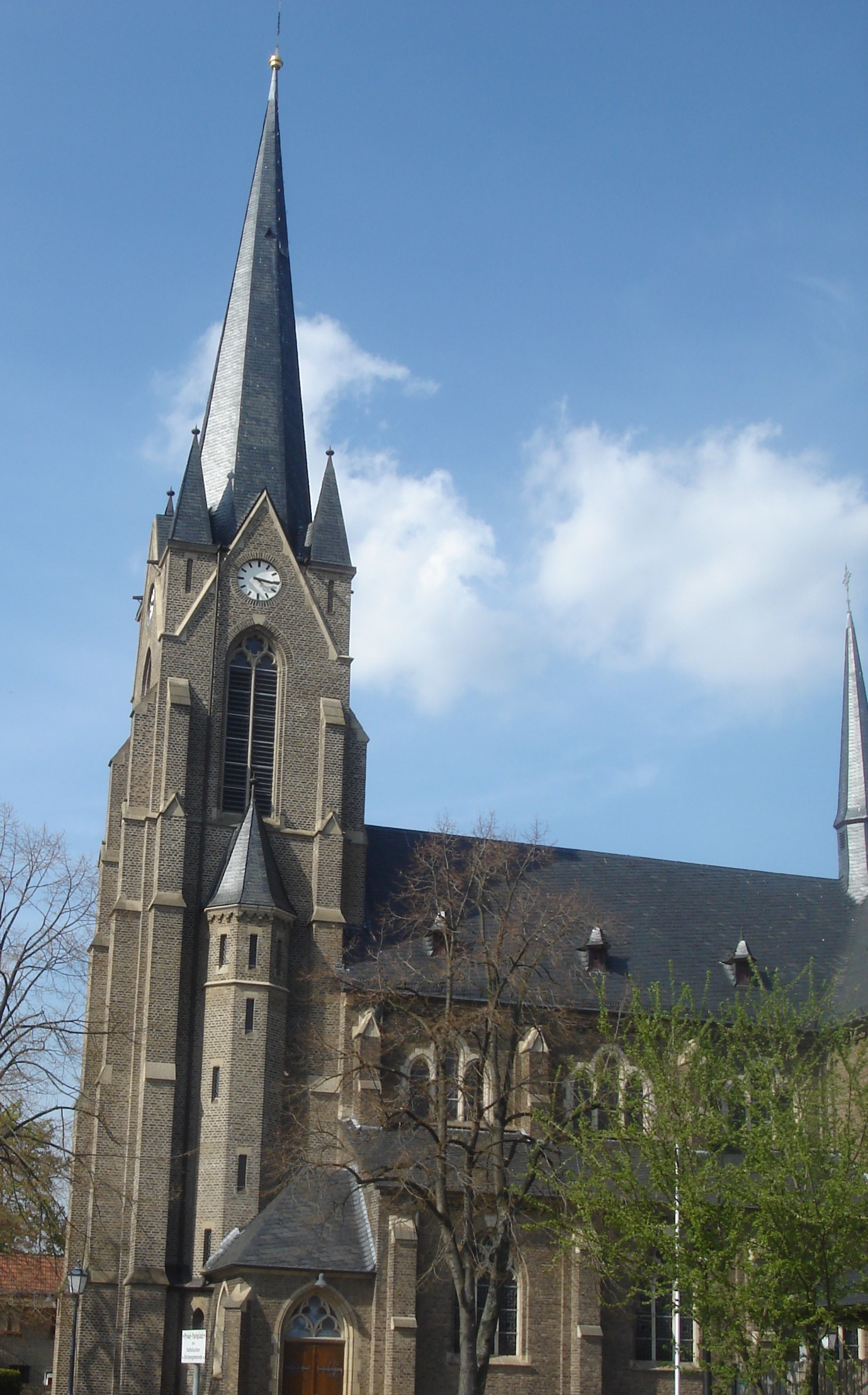
Kościół pw. św. Idziego w Hersel

- wyspa rzeczna Herseler Werth, rezerwat przyrody
- pozostałości po akwedukcie rzymskim Eifel
- kościół pw. św. Evergislusa (St. Evergislus) z 1895/1896 w Brenig, wybudowany na planach X-wiecznego kościoła
- wieża ciśnień z 1908/1909 w Brenig
- Schornshof
- neobarokowy dom Haus Rankenberg
- kościół pw. św. Alberta w Dersdorf
- ruiny zamku Hemmerich
- kościół pw. św. Idziego w Hemmerich
- kościół pw. św. Idziego w Hersel
- klasztor i szkoła urszulanek w Hersel
- kościół pw. św. Wincentego w Merten
- kaplica przycmentarna w Merten
- kościół pw. św. Marka w Rösberg
- wieża ciśnień w Rösberg
- zamek Wolfsburg z XVII w.
- Haus Wrede z 1873 w Roisdorf
- willa Anna z 1870 w Roisdorf
- kościół pw. św. Sebastiana w Roisdorf
- dom Haus Custor w Roisdorf
- kościół pw. św. Garwazego i Protazego w Sechtem
- kaplica pw. św. Mikołaja w Sechtem
- zamek Graue
- zamek Weiße Burg, obecnie w prywatnym posiadaniu
- zamek Rheindorf
- zamek Kitzburg
- Hexenturm (Wieża Czarownic)
- kościół pw. św. Walpurgii w Walberbergu
- rezerwat przyrody Schulwald
- kościół pw. św. Jerzego w Widdig

## Polityka

### Rada miasta
|      | CDU | SPD | FDP | Zieloni | UWG/Forum | Razem      |
| 2004 | 20  | 12  | 5   | 2       | 5         | 44 miejsca |

W radzie miejskiej wytworzyła się koalicja SPD, Zielonych i UWG, która wraz z głosem burmistrza ma większość nad opozycją.

## Współpraca
Bornheim posiada trzy miejscowości partnerskie:
- Bornem, Belgia, od 1989
- Mittweida, Saksonia, od 1991
- Zawiercie, Polska, od 2010[2]

## Komunikacja

### Drogowa
Dzięki swojemu położeniu w obszarze metropolitarnym Ren-Ruhra miasto ma bardzo dobrze rozwiniętą komunikację. Przez teren miasta przebiega autostrada A555 (zjazd 5 Wesseling) i droga krajowa B9, dodatkowo miasto otaczają autostrady A553 (zjazd 3 Brühl/Bornheim) i A61 (zjazd '26 Swistall).

### Kolejowa
Komunikacja kolejowa jest bardzo rozwinięta dzięki trzem liniom, wszystkie w kierunku Kolonia-Bonn. Zaczynając od wschodu (brzeg Renu) miasto przecina Rheinuferbahn, następnie Linke Rheinstrecke (Kolonia-Moguncja) i Vorgebirgsbahn. Najbardziej eksploatowana jest środkowa linia, po niej jeżdżą pociągi InterCity. Zewnętrzne linie administrowane są przez Kölner Verkehrs-Betriebe.
Na stacjach i przystankach zatrzymują się pociągi Regionalbahn, miasto obsługują również trzy linie kolei podmiejskich (Stadtbahn Köln i Stadtbahn Bonn). Są to linie 16, 18 i 68 przy czym dwie pierwsze obsługują dwa przedsiębiorstwa a linię 68 tylko S-Bahn Bonn.

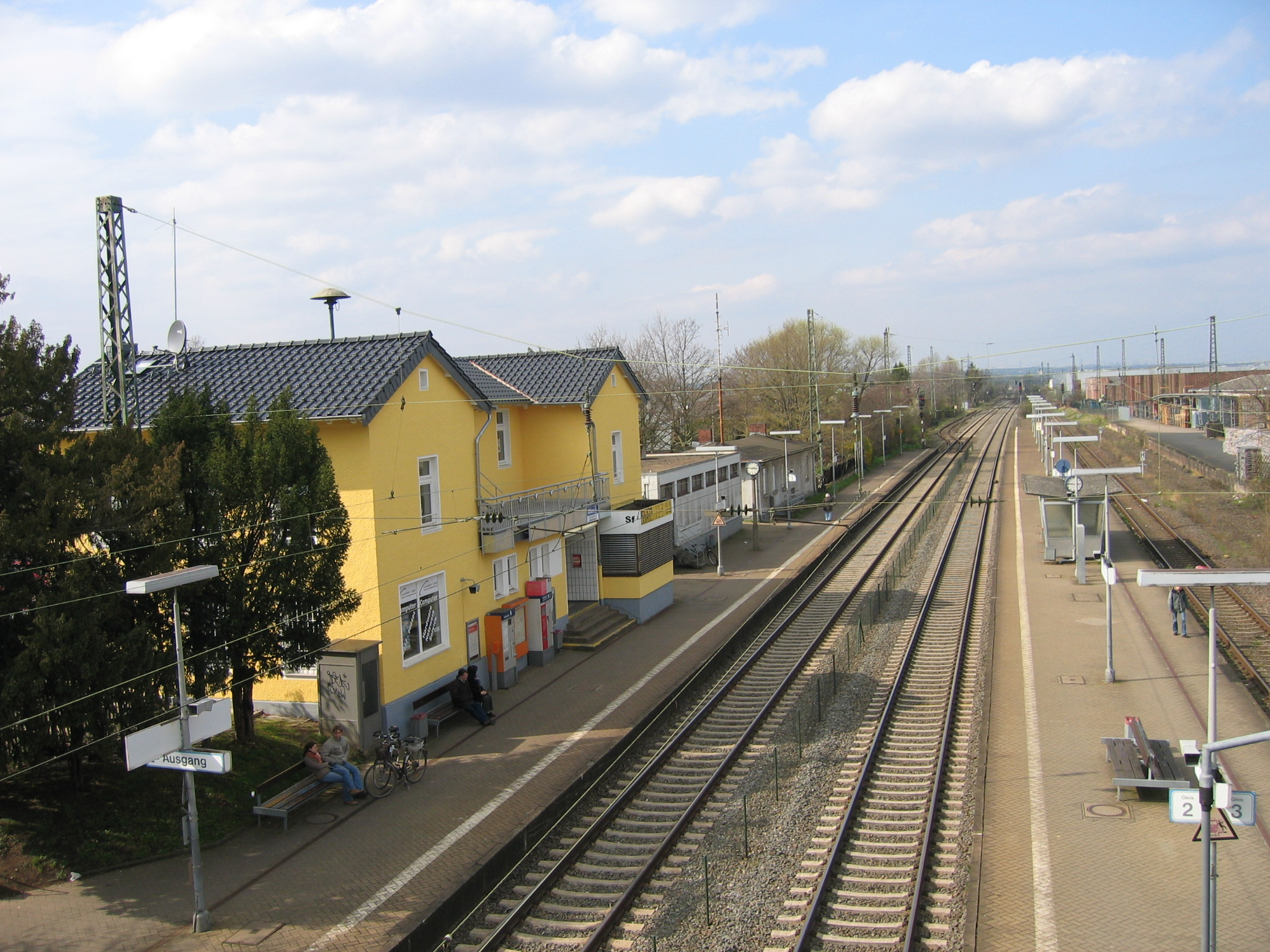
Stacja kolejowa Sechtem

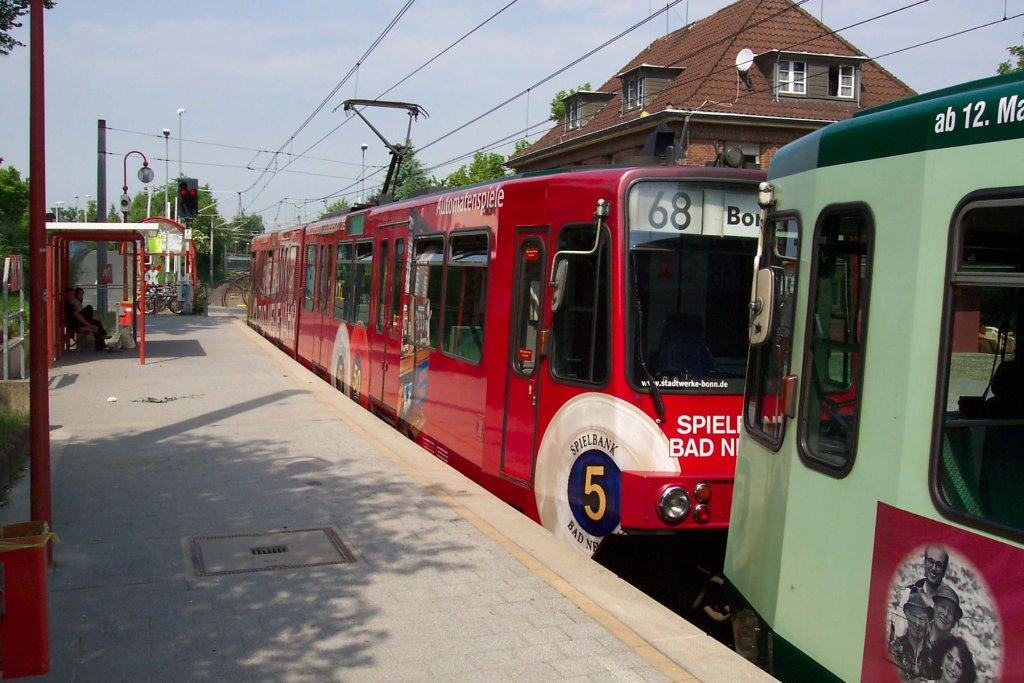
Stadtbahn

| Vorgebirgsbahn ↑ Kolonia - Walberberg - Merten - Waldorf - Dersdorf - Bornheim - Bornheim Rathaus - Roisdorf West ↓ Bonn Hauptbahnhof | Linke Rheinstrecke ↑ Köln Hauptbahnhof - Sechtem - Roisdorf ↓ Mainz Hauptbahnhof | Rheinuferbahn ↑ Kolonia - Widdig - Uedorf - Hersel ↓ Bonn Hauptbahnhof |

## Przedsiębiorstwa
W Bornheim znajduje się około 2600 zakładów trudniących się w zakresie handlu i rzemiosła.
W Roisdorf swoją siedzibę ma firma Landgard, jest ona największym sprzedawcą owoców, warzyw i kwiatów w Niemczech. W tej samej dzielnicy znajduje się źródło wód mineralnych, z tej wody produkuje się napoje.

## Osoby związane z miastem
- Heinrich Böll (ur. 21 grudnia 1917, zm. 16 lipca 1985), pisarz, noblista, przez długi czas mieszkał w Merten i tam został pochowany
- Paul Bellitzer von Russdorff (zm. 9 stycznia 1441), wielki mistrz zakonu krzyżackiego w latach 1422–1441, jego rodzina wywodziła się z Roisdorf
- Christian Knees (ur. 5 marca 1981), kolarz, mieszka w Bornheim
- Arnd Schmitt (ur. 13 lipca 1965), szermier, mistrz olimpijski 1988 w szpadzie, mieszka w Bornheim
- Günter Lamprecht (ur. 21 stycznia 1930), aktor, mieszka w Bornheim
- Johannes Baptist Kerner (ur. 9 grudnia 1964) diennikarz, w młodości mieszkał w Hersel
- Bernd Stelter (ur. 19 kwietnia 1961), kabareciarz, mieszka w Hersel
- Célia Šašić (ur. 27 czerwca 1988), piłkarka, pochodzi z Hersel
- Klaus Ludwig (ur. 5 października 1949), kierowca wyścigowy, mieszka w Bornheim
- Część rodziny Klemensa Lothara von Metternicha żyje do dzisiaj pod nazwiskiem Metternich, w Waldorf